# نزالي طحا
قرية نزالي طحا هي إحدى القرى التابعة لمركز سمالوط بمحافظة المنيا في جمهورية مصر العربية. حسب إحصاءات سنة 2006، بلغ إجمالي السكان في نزالي طحا 9292 نسمة، منهم 4793 رجلا و4499 امرأة.